# Арсентьєвка
Арсе́нтьєвка (рос. Арсентьевка) — селище у складі Кемеровського округу Кемеровської області, Росія.

## Населення
Населення — 125 осіб (2010; 109 у 2002).
Національний склад (станом на 2002 рік):
- росіяни — 99 %